# Universidade da França
A Universidade da França, também conhecida como a Universidade imperial e principalmente chamada de  A Universidade, era administração francesa do século XIX encarregada da educação na França.

## A Universidade imperial

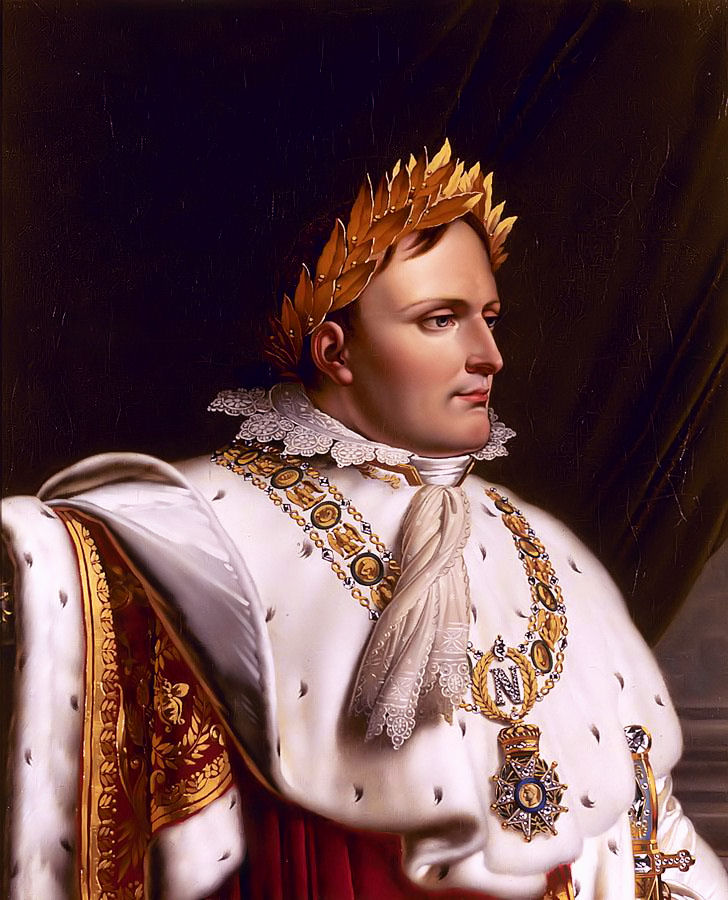
Napoleão Bonaparte

A Universidade foi idealizada por Napoleão que queria desta forma reorganizar completamente o sistema educacional francês. A lei do 10 de maio de 1806, estabeleceu: "Ela será formado, sob o nome de Universidade imperial, uma corporação encarregada exclusivamente do ensino e da educação pública em todo Império".
O decreto do 17 de março de 1808 fixa o funcionamento da Universidade. Ela assume todas organizações do ensino, e nenhum professor poderia ensinar sem autorização do grão-mestre, e tampouco sem fazer parte da Universidade. O texto previa seis categorias de escola:
- as faculdades (teologia, direito, medicina, letras e ciências);
- os liceus (ensino médi de primeira classe);
- os colégios (ensino médio de segunda classe);
- as instituições;
- os internatos;
- as "pequenas escolas" (primário).

As escolas de direito, medicina, teologia, letras e de ciências criadas no fim da Revolução são integradas à Universidade. O decreto define a organização geral desses ensinos, dos diplomas (com o trio baccalauréat, licence, doutorado) e das provas. Ele também define quatorze hierarquias de funcionários administrativos e cinco hierarquias de professores, além de determinar os diplomas necessários para fazer parte das diversas hierarquias.
Segundo o decreto imperial do 17 de março de 1808 que fixou a organização da Universidade, deveria-se estabelecer em Paris um Internato Normal (hoje a École normal superior da rua Ulm), destinado a receber até 300 jovens que se formavam como professores de letras e ciências. O número de alunos foi fixado em cem no primeiro ano. Eles deveriam ter no máximo dezessete anos, e serem autorizados por seu pai ou tutor a seguir a carreira da Universidade. Eles só poderiam ser aceitos pela escola se concordassem em trabalhar no mínimo dez anos como professores. Foram escolhidos através de exames pelos inspetores-gerais da Universidade. A primeira turma de 54 alunos foi feita pela Sua Excelência o grão-mestre da Universidade imperial.
No plano administrativo, a Universidade era confiada a um grão-mestre (Jean-Pierre Louis Fontanes) nomeado e revogado pelo Imperador, e assistido de um tesoureiro e um chanceler (Jean-Chrysostôme de Villaret). O decreto previa igualmente um conselho da Universidade, composto de trinta membros repartidos em cinco sessões, e composto exclusivamente de administradores da Universidade.